# Сан Пјетро (Пескара)
Сан Пјетро (итал. San Pietro) је насеље у Италији у округу Пескара, региону Абруцо.
Према процени из 2011. у насељу је живело 126 становника. Насеље се налази на надморској висини од 407 м.